# Ciasto biszkoptowe

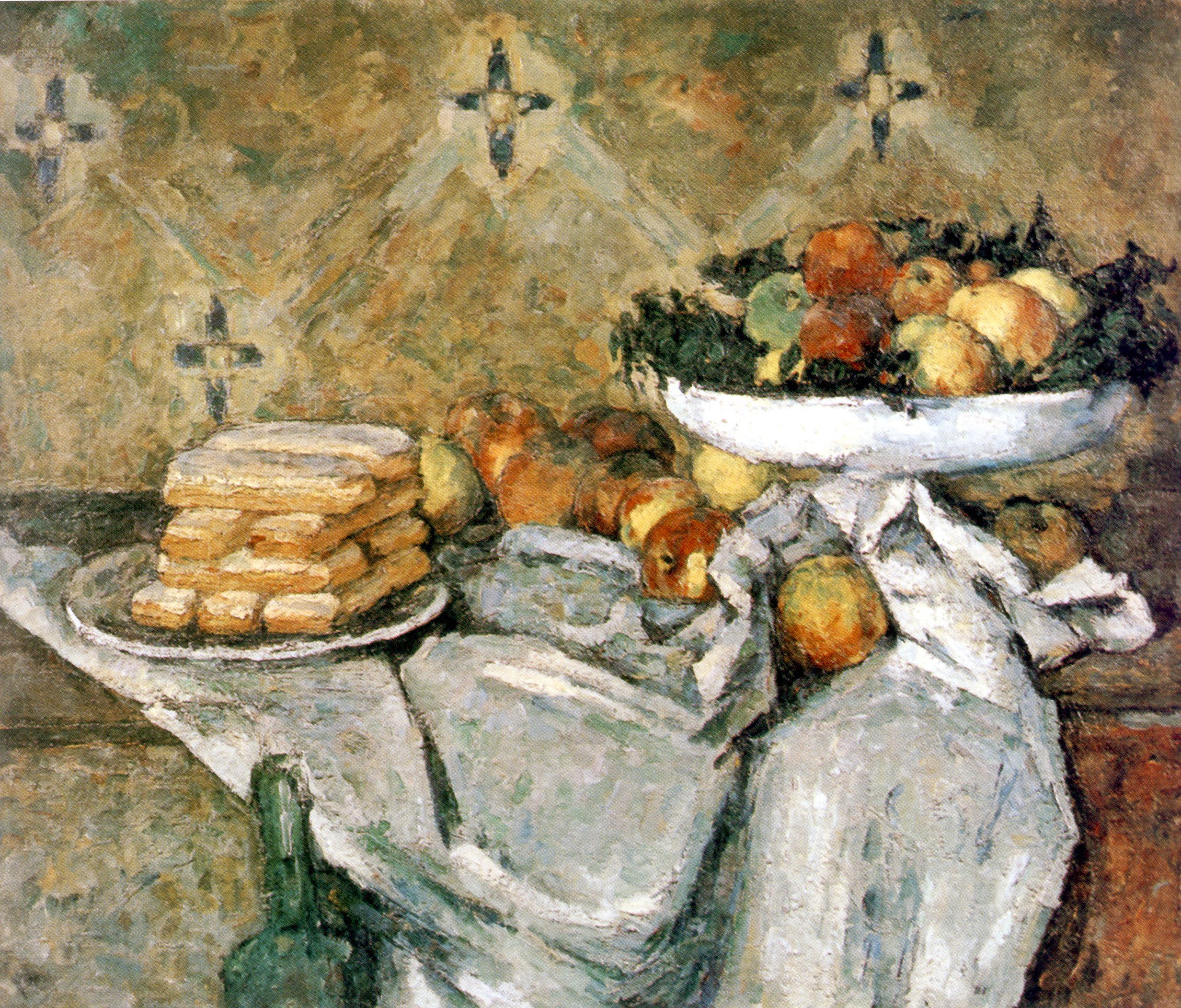
Patera z owocami i talerz z biszkoptami (Paul Cézanne, 1877, olej na płótnie)

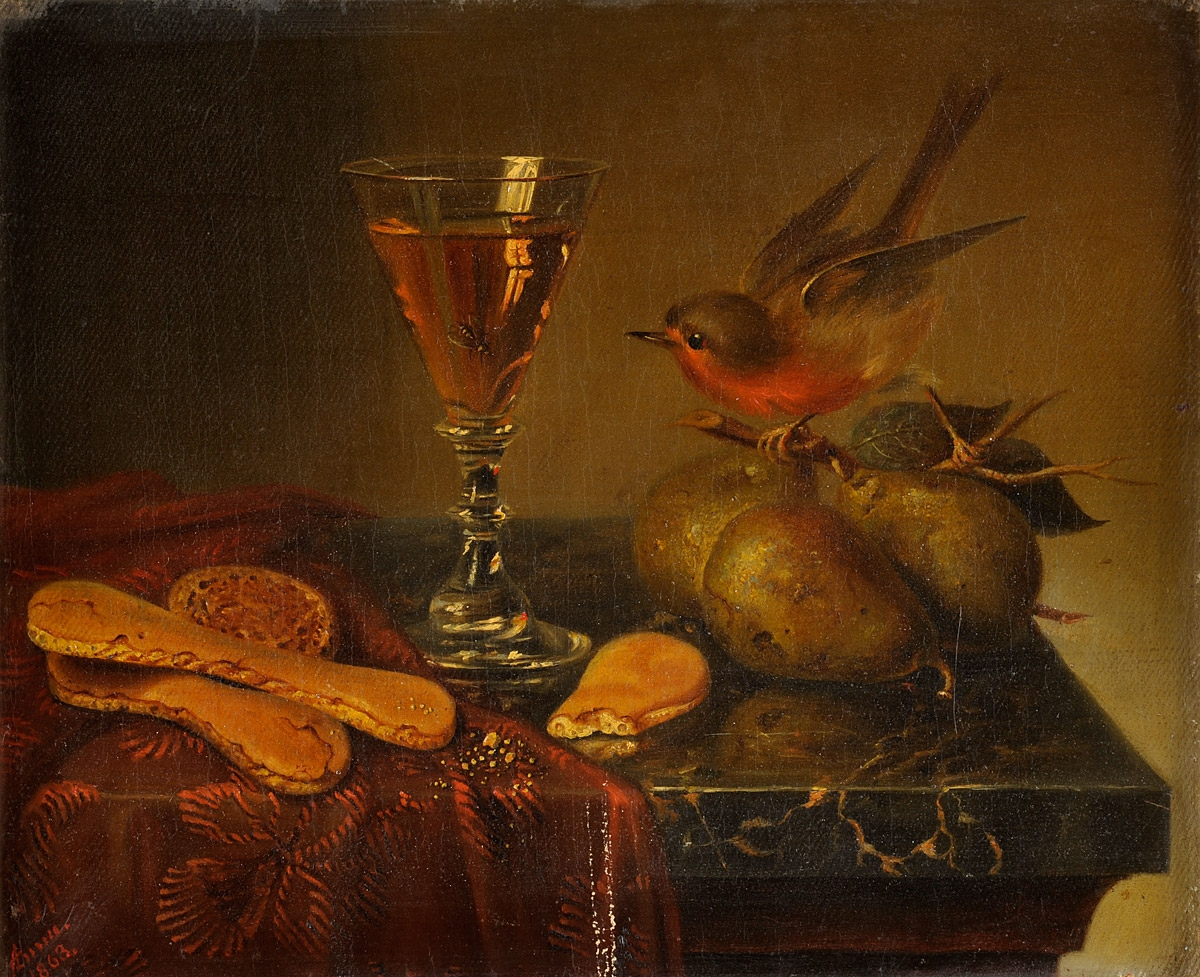
Martwa natura z biszkoptami, kieliszkiem wina i rudzikiem (anonim, 1863, olej na płótnie)

Ciasto biszkoptowe (biszkopt, daw. biszkokt, z łac. bis coctus = dwa razy gotowany) – rodzaj lekkiego ciasta przyrządzanego na bazie jaj z małym dodatkiem mąki pszennej i cukru. Przy wyrobie niektórych wyrobów biszkoptowych dodaje się też niewielką ilość tłuszczu (nie mylić z ciastem biszkoptowo-tłuszczowym). Ciasto biszkoptowe charakteryzuje się lekkością, puszystością, porowatością i elastycznością.

## Składniki
Czasem część lub całość mąki pszennej w biszkopcie jest zamieniona na mąkę ziemniaczaną lub kukurydzianą. Ich dodatek obniża zawartość glutenu w cieście, co sprawia, że ma ono delikatną strukturę i jest bardziej suche. Przykładem takiego ciasta jest przyrządzany metodą „na zimno” biszkopt sabaudzki (fr. biscuit de Savoie), wyróżniający się lekkim i puszystym miękiszem.
Czasem mąkę można zastąpić kakao, makiem, zmielonymi migdałami lub zmielonymi orzechami. Przykładem biszkoptu z dodatkiem zmielonych migdałów jest biszkopt bretoński. Zawiera on też niewielki dodatek tłuszczu (roztopionego masła), podobnie jak biszkopt genueński (masło w ilości 5% w stosunku do pozostałych składników) i niektóre babki biszkoptowe (tłuszcz w ilości 8-10% w stosunku do masy ciasta).
Amerykańska babka biszkoptowa o nazwie Angel Food Cake przyrządzana jest w zupełności bez tłuszczu, także tego zawartego w żółtkach  – jedynie z mąki, białek jaj i cukru, z dodatkiem wodorowinianu potasu, soli i środków aromatyzujących.
Popularną praktyką jest nasączanie biszkoptu dla nadania mu walorów smakowych. Składnik do nasączania dobierany jest na podstawie innych dodatków, tak aby pasował do konkretnej kompozycji. Zob. też poncz oraz np. tort, tiramisu i wuzetka.

## Metody wyrobu
Ciasto biszkoptowe można przygotować metodą „na ciepło” lub „na zimno”. W pierwszej z wymienionych, masę złożoną z jaj i cukru ubija się, ogrzewając ją jednocześnie na parze. Podwyższona temperatura masy jajowej (która jednak nie może przekraczać 42 °C) obniża lepkość tłuszczu zawartego w żółtkach jaj. Umożliwia to wtłoczenie większej ilości powietrza, które jest czynnikiem spulchniającym ciasto. Przygotowanie ciasta biszkoptowego metodą „na zimno” może przebiegać na trzy sposoby: w pierwszym najpierw ubija się całe jaja z cukrem (następnie taką masę należy połączyć z mąką), w drugim żółtka uciera się z częścią cukru (następnie taki kogel-mogel należy połączyć na przemian z mąką i pianą ubitą z białek i usztywnioną resztą cukru), w trzecim żółtka ubija się z usztywnioną cukrem pianą z białek (na końcu taką masę należy połączyć z mąką).
Przykładem wyrobów biszkoptowych, które – zgodnie z etymologią słowa „biszkopt” (zob. wyżej) – są wypiekane podwójnie, są biszkopty z Reims (fr. biscuits roses de Reims, tzw. biszkopty szampańskie). Są to aromatyzowane wanilią, zabarwiane delikatnie na różowo, podłużne francuskie biszkopciki podawane najczęściej do szampana (podobnie jak toskańskie, również podwójnie wypiekane cantuccini, które macza się w winie). Od końca XVII wieku produkowane są przez firmę Biscuits Fossier.
Niektóre przepisy na biszkopt przewidują opuszczenie blachy ze świeżoupieczonym biszkoptem z wysokości ok. 50 cm. Sprawia to, że gromadzące się w czasie powietrze szybciej opuszcza ciasto, co zapobiega jego opadaniu.

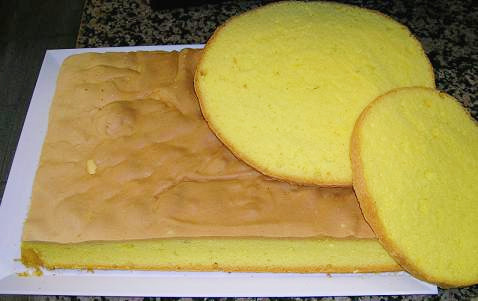
ciasto biszkoptowe (w tym dwa okrągłe płaty na tort)
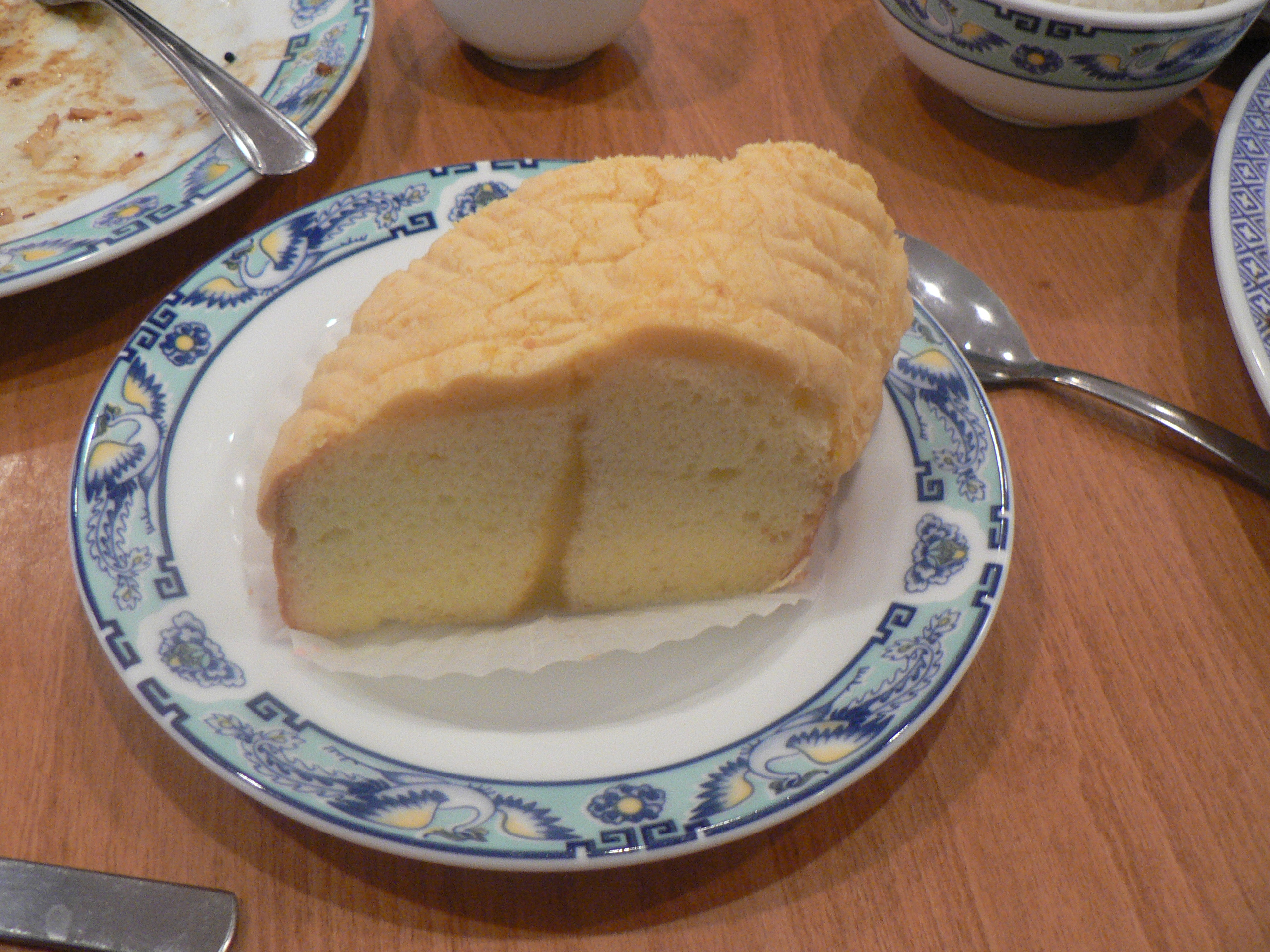
porcja ciasta biszkoptowego
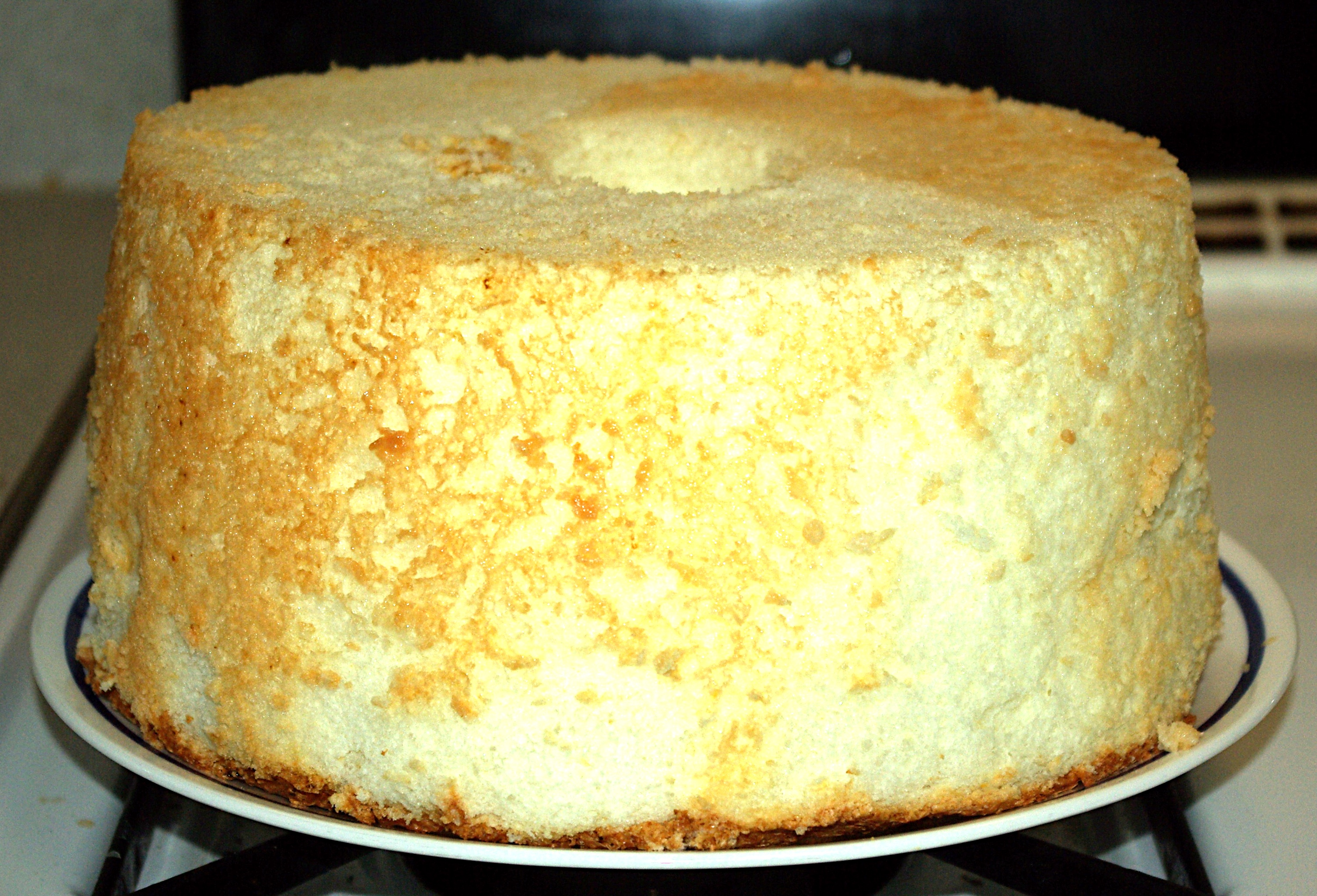
Angel Food Cake(inne języki)
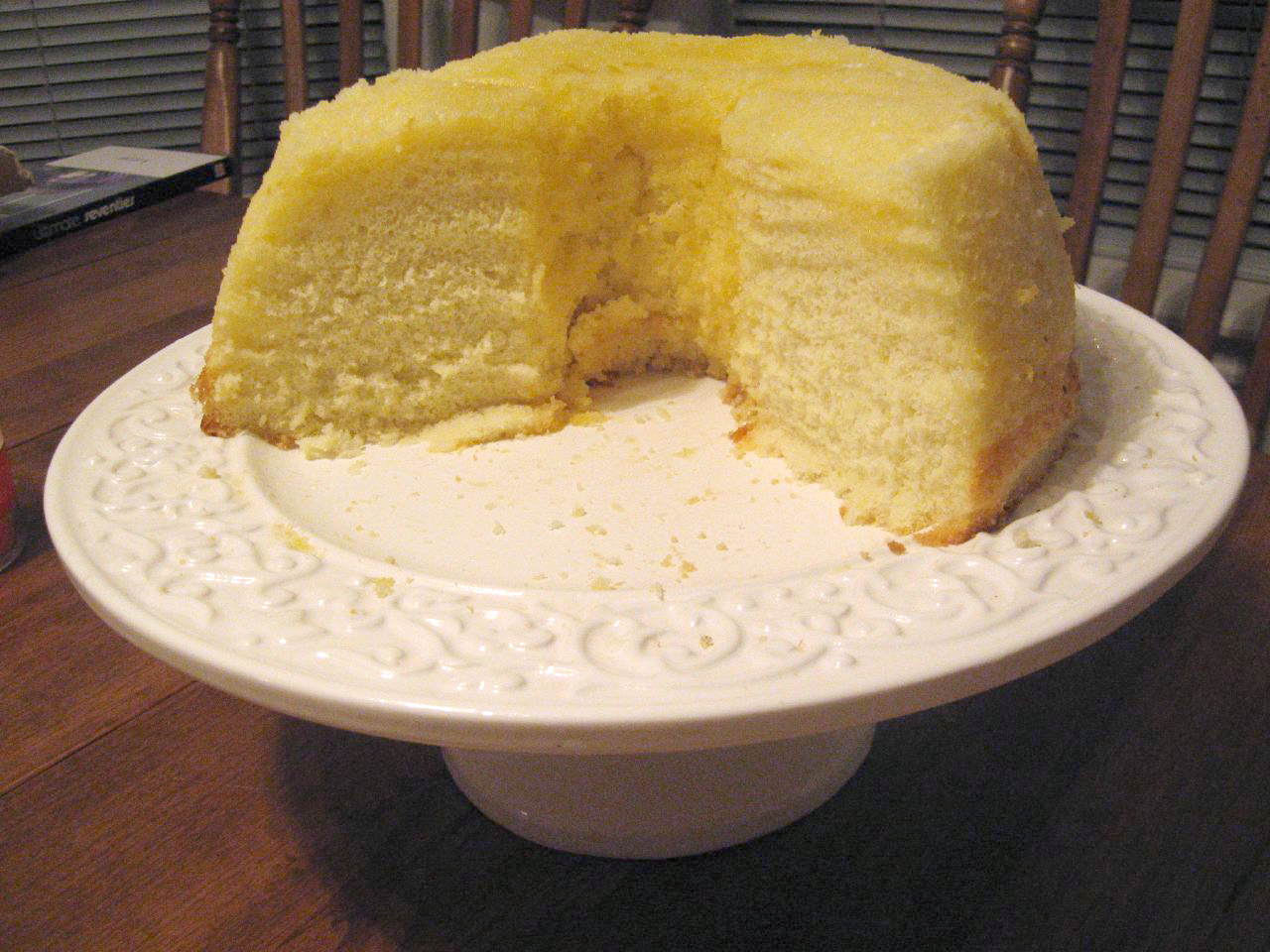
babka z ciasta biszkoptowego z dodatkiem oleju
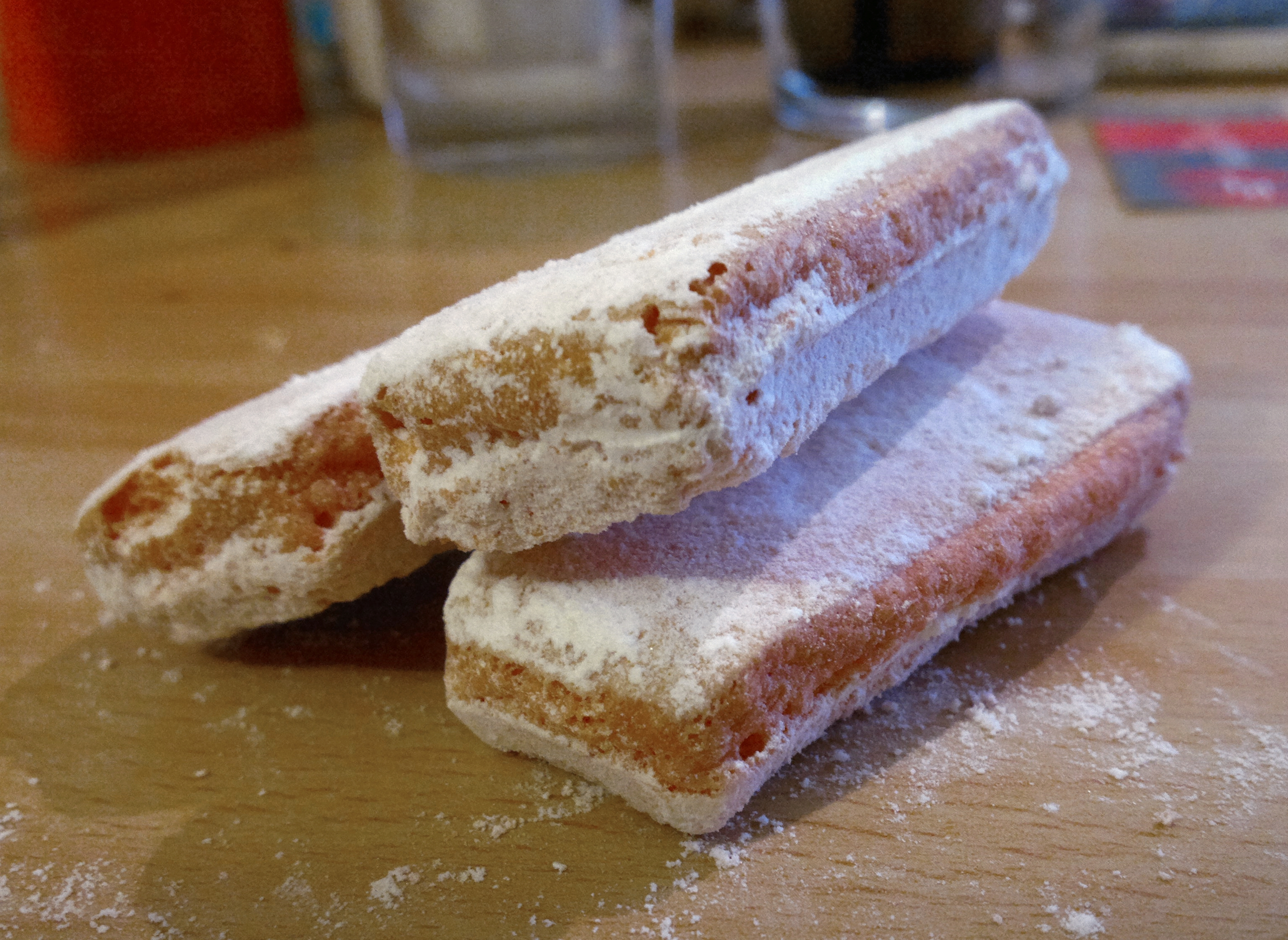
biszkopty z Reims(inne języki)

## Wyroby
Z ciasta biszkoptowego wytwarza się m.in.:
- ranty do tortów[4];
- babki – nasączane (tzw. ponczowe) i nienasączane[3];
- keksy – zawierają one większą ilość mąki i cukru – po to, aby bakalie były równomiernie rozmieszczone w cieście (nie opadły na dno)[3][4][8];
- rolady na słodko i rolady wytrawne[3][4];
- biszkopty drobne – ciasto wyciska się na blachę lub na specjalne blachy z wgłębieniami (np. szampanki[a], buduary[b], biszkopty abisyńskie[c]), czasem oblewa się je polewą kakaową[3][4][9];
- herbatniki biszkoptowe (np. herbatniki bite[d], anyżki)[3];
- ciastka korpusowe:
  - buszejki – ciasto wyciska się na blachę lub wypieka w niewielkich, specjalnych w foremkach, następnie upieczone korpusy biszkoptowe skleja się parami marmoladą lub kremem, a po schłodzeniu można je dodatkowo nasączyć i udekorować[3]. Przykładem są paryżanki przekładane kremem i galaretką w kształcie koła[3];
  - ciastka marcepanowe – podobne do buszejek, sklejone blaciki biszkoptowe obkłada się marcepanem[3][5];
  - babeczki i beczułki – wypiekane w foremkach, nasączane syropami, smarowane marmoladą i dekorowane (w przypadku babeczek może to być krem lub owoce z syropu)[3][5];
- ciastka przekładane – złożone zazwyczaj z 2–3 blatów biszkoptowych, przekładane rozmaitymi kremami (w tym bitą śmietanką), masami, kajmakiem, owocami, przetworami owocowymi, galaretkami itd[3]. Blaty mogą tego samo rodzaju lub w różnych wariantach smakowych (jasne, kakaowe, orzechowe itd.)[3]. Przykłady: stefanki (składane z ok. 7 cienkich blatów ciasta, niekoniecznie wyłącznie biszkoptowych), ciastka tortowe, wuzetka[3];
- bankietówki – eleganckie, bogato zdobione ciastka o nietypowych kształtach, uzyskiwanych przez zastosowanie specjalnych tac z wgłębieniami (gniazdkami) i wycinaków (wykrawaczek)[3].

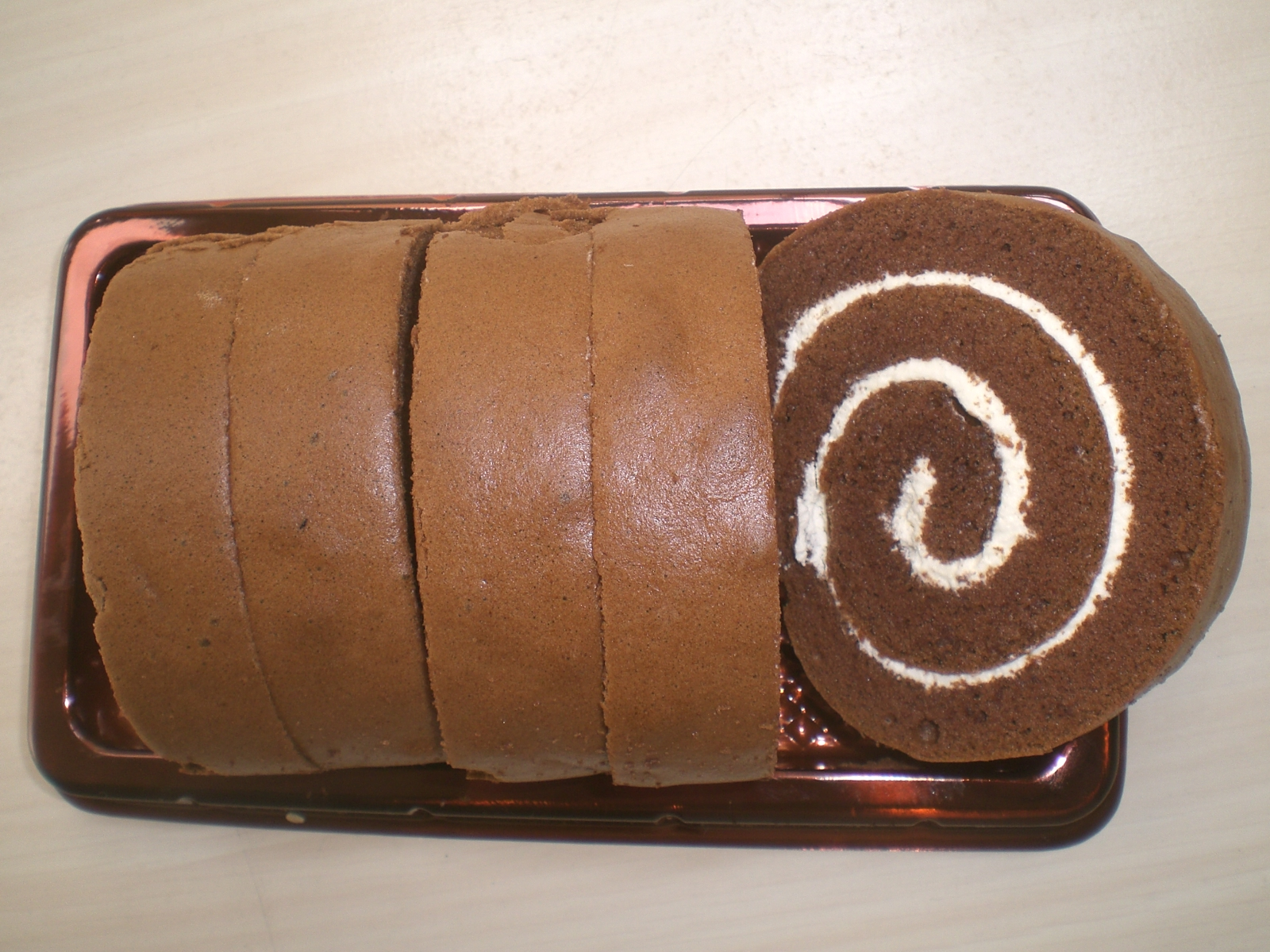
kakaowa rolada biszkoptowa
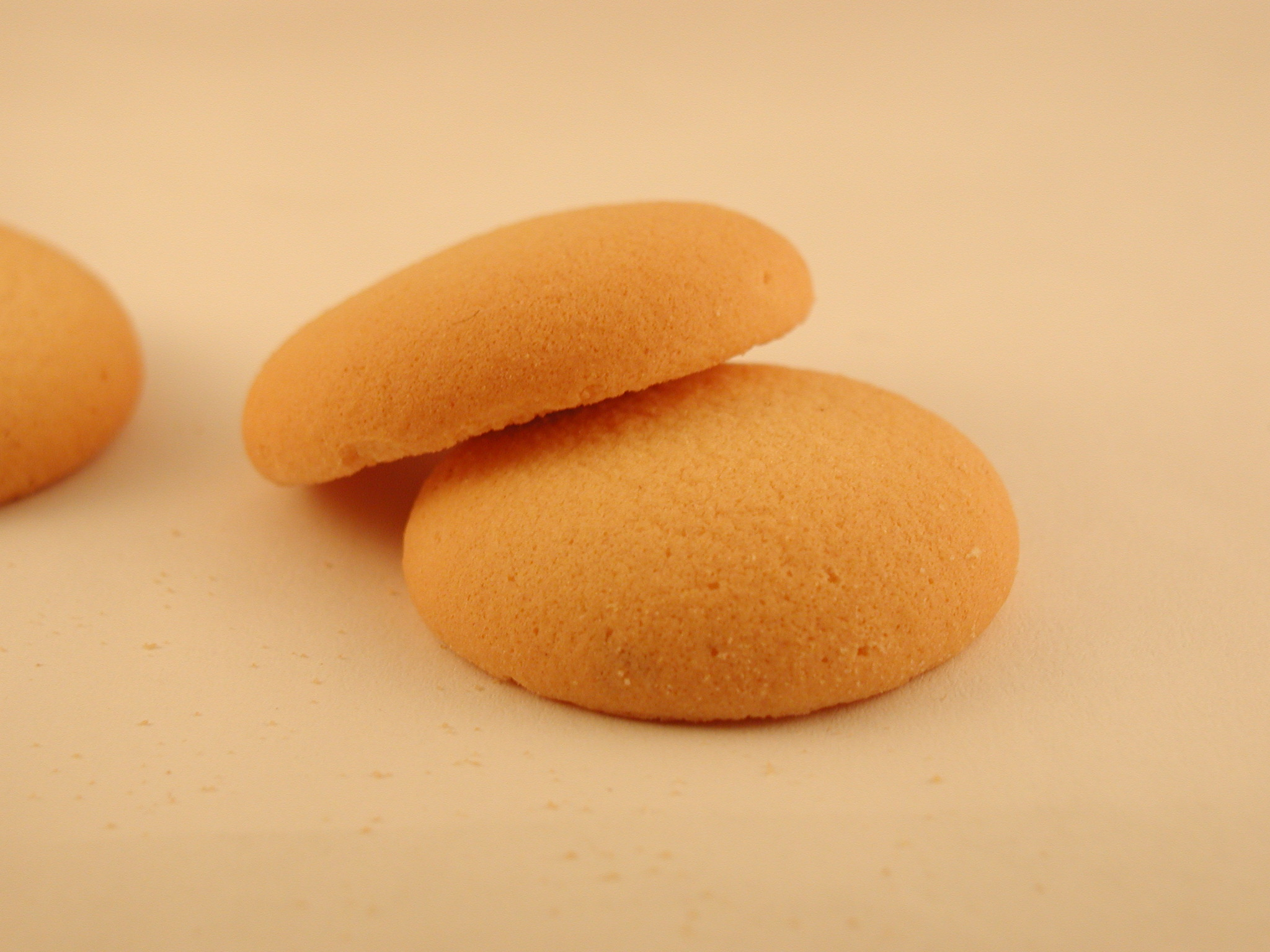
okrągłe biszkopty drobne
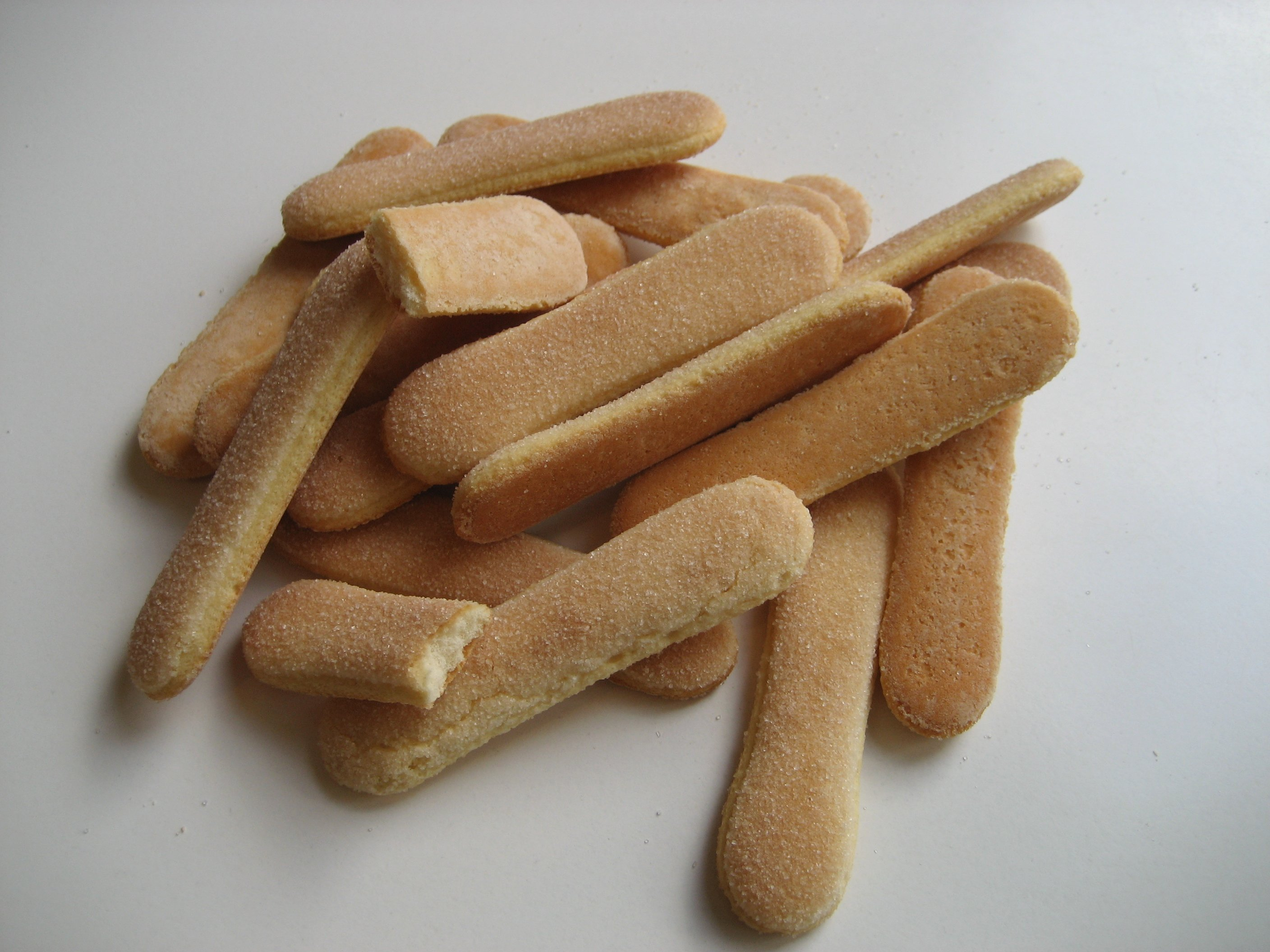
buduary
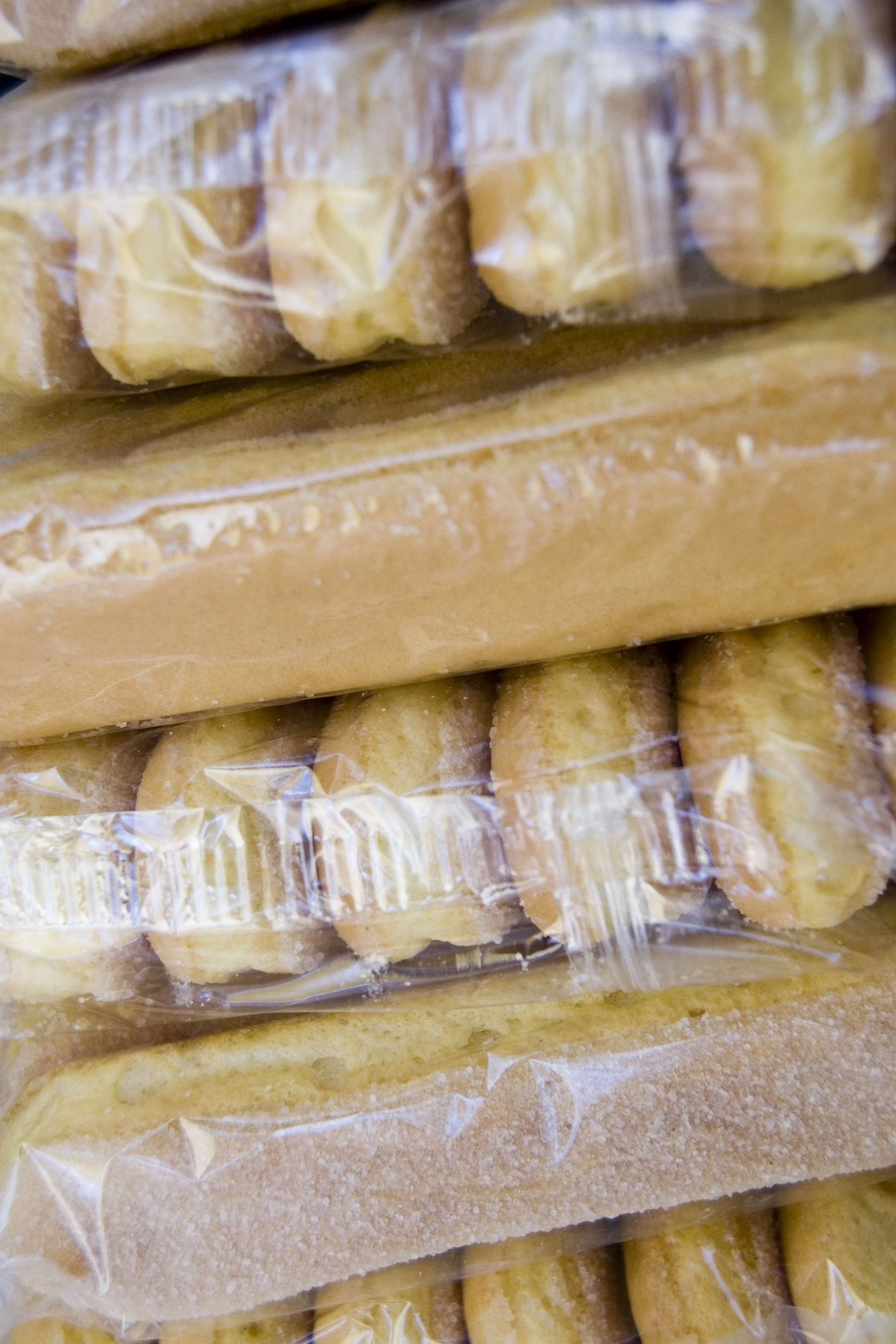
buduary do tiramisu
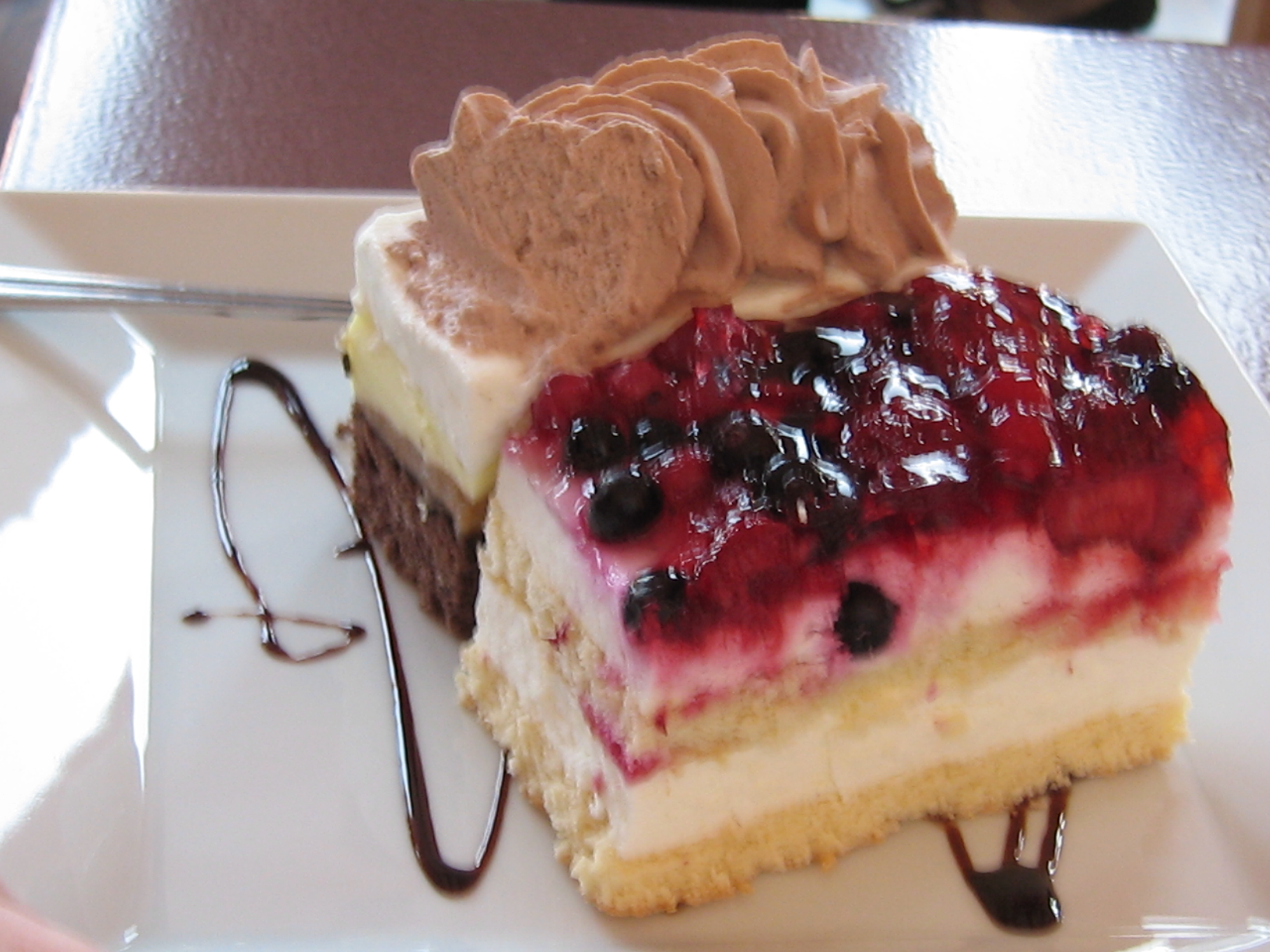
ciastka tortowe (ciastka przekładane)
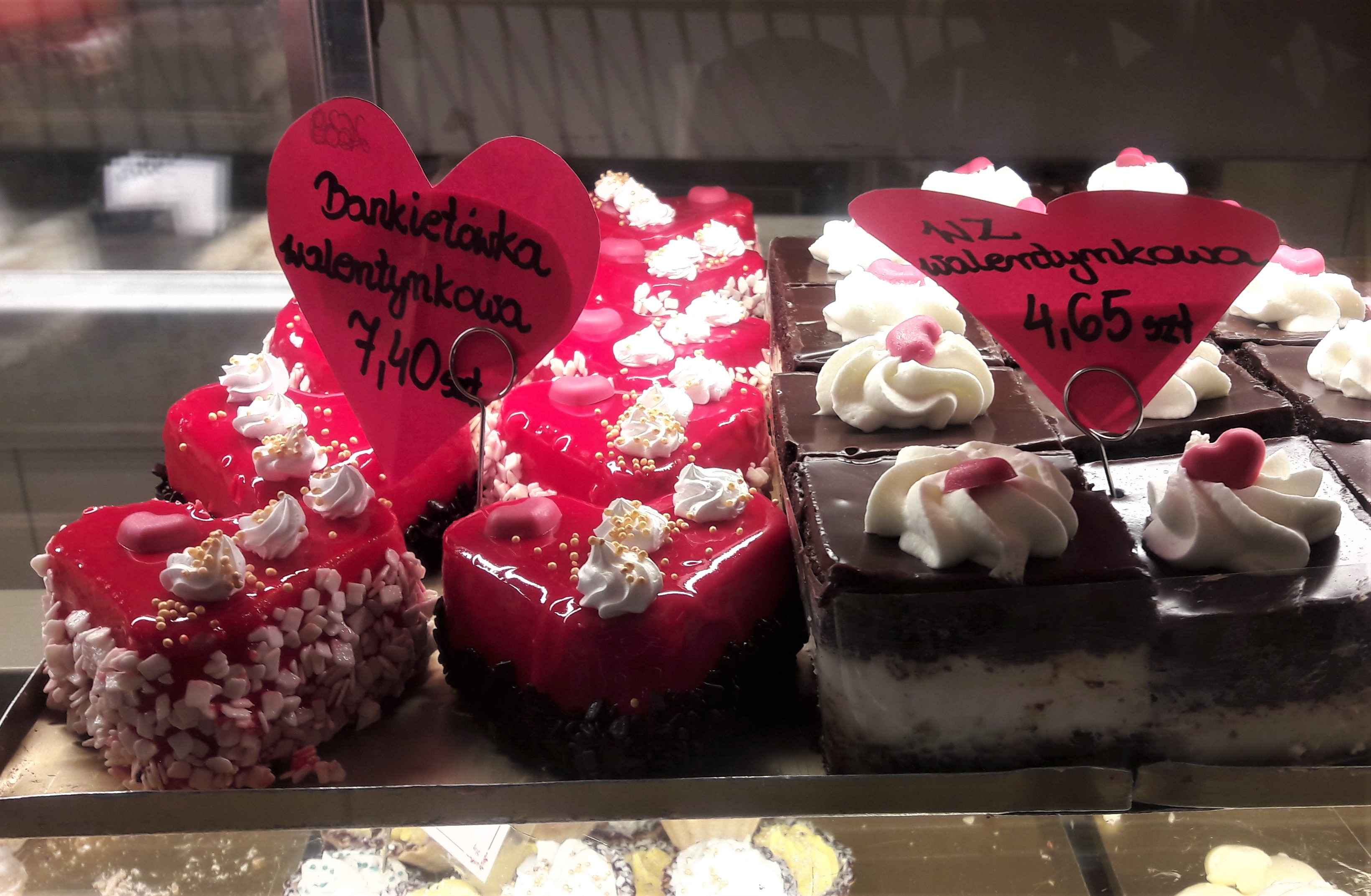
bankietówki i wuzetki